# 田ノ浦山宮神社
田ノ浦山宮神社（たのうらやまみやじんじゃ）は鹿児島県志布志市志布志町田之浦宮地にある神社。正式名称は山宮神社。旧社格は村社。

## 祭神
- 天智天皇
- 大友皇子
- 弥都波能賣命（いとはひめのみこと）

## 由緒
鹿児島県には天智天皇に縁のある神社が多いがここもその一社で、和銅2年（709年）に天智天皇廟の山裾に大友皇子を祭る神社を造ったことに始まると言われる。また社伝によると大同2年（807年）に山頂にあった天智天皇廟が山麓に移り「田ノ浦山宮神社」となり、山裾にあった大友皇子の神社が移転して安楽山宮神社になったとされる。

## 祭祀
- ダゴ祭り　毎年2月第1日曜日（鹿児島県指定無形民俗文化財）

紅白の餅（団子（ダゴ））を孟宗竹の前に花束のように取り付けたたいまつが氏子から奉納され、その後「神舞」が奉納され、神舞終了後団子を参拝者で取り合う。神舞は33曲あったが現存するのは24曲で毎年6曲ほどが交代で演じられる。